# 特什拜尼
特什拜尼是古代烏拉爾圖王國高加索省的首府，靠近亞美尼亞首都葉里溫。特什拜尼曾經是一座城堡，整座城市面積110英畝（0.45平方）。特什拜尼位於海拔高度901（2,956英尺）處。